# Cystolepiota flavolamellata
Cystolepiota flavolamellata — вид агарикальних грибів родини печерицеві (Agaricaceae). Описаний у 2024 році. Виявлений у тропічних регіонах Таїланду та Лаосу.

## Опис
Cystolepiota flavolamellata демонструє наступний унікальний набір характеристик: плодові тіла вкриті світло-коричневими або коричневими гранулами або великими пірамідальними пластинками; вільні жовтувато-білі до світло-жовтих пластинки; базидіоспори від широко-еліпсоїдних до видовжено-мигдалеподібних до яйцевидних; відсутність плевроцистидій; хейлоцистидії різної форми, тобто довгасті, булавоподібні з аппендикулярною вершиною або без неї, від конічної до утриформної, веретеноподібної.